# جون ووكر (لاعب كرة قدم)
جون ووكر (بالإنجليزية: John Walker)‏ (1 يناير 1900 في المملكة المتحدة - 1 يناير 1971) هو لاعب كرة قدم بريطاني (وحمل سابقاً جنسية المملكة المتحدة لبريطانيا العظمى وأيرلندا) في مركز نصف الجناح. لعب مع ستوك سيتي ونادي والسول ونادي بركنغ ‏.

## وصلات خارجية
- جون ووكر على موقع قاعدة بيانات كرة القدم.إي يو (الإنجليزية)
- جون ووكر على موقع قاعدة بيانات كرة القدم.إي يو (الإنجليزية)